# Meiseki-ji

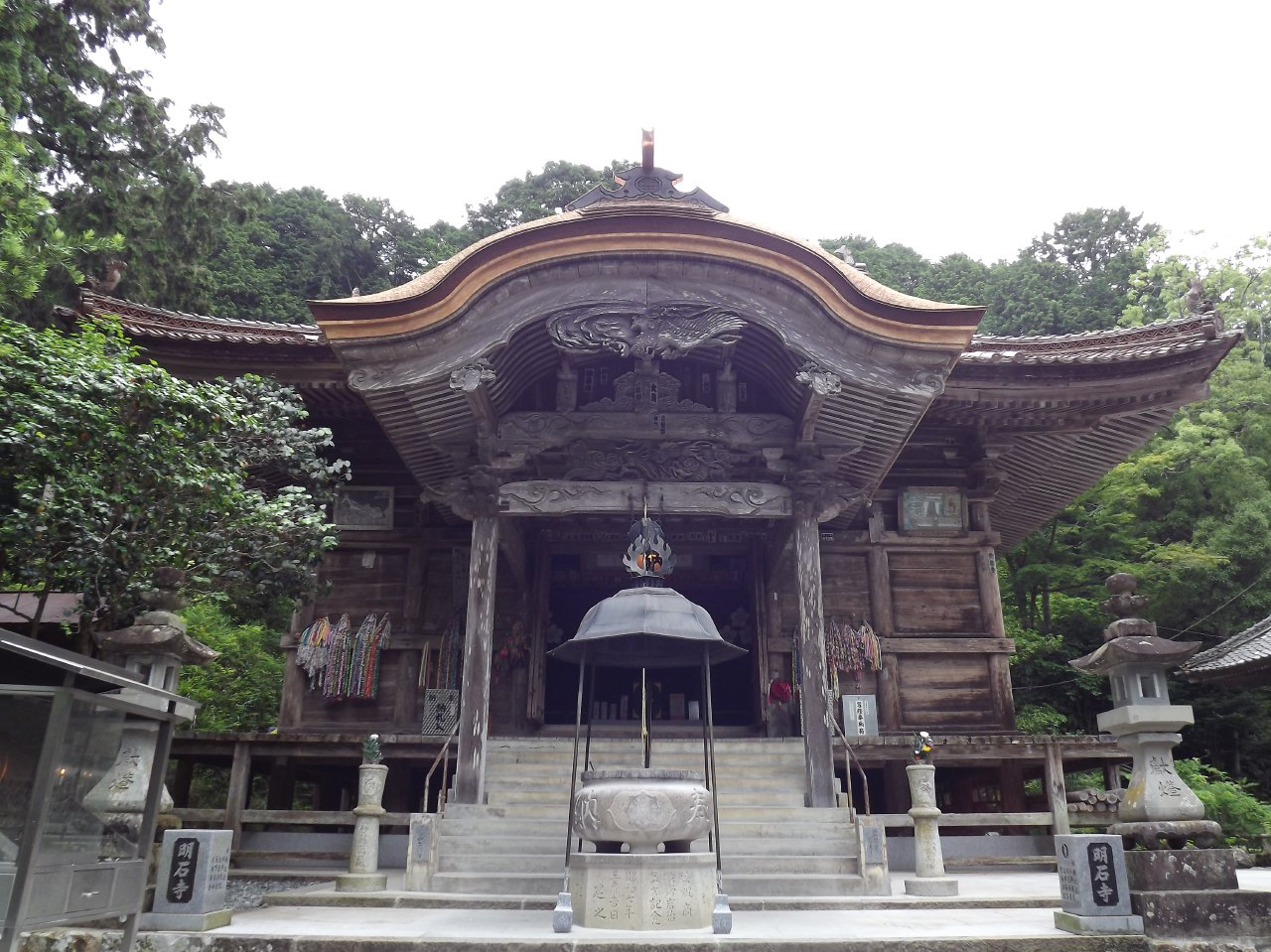
Haupthalle

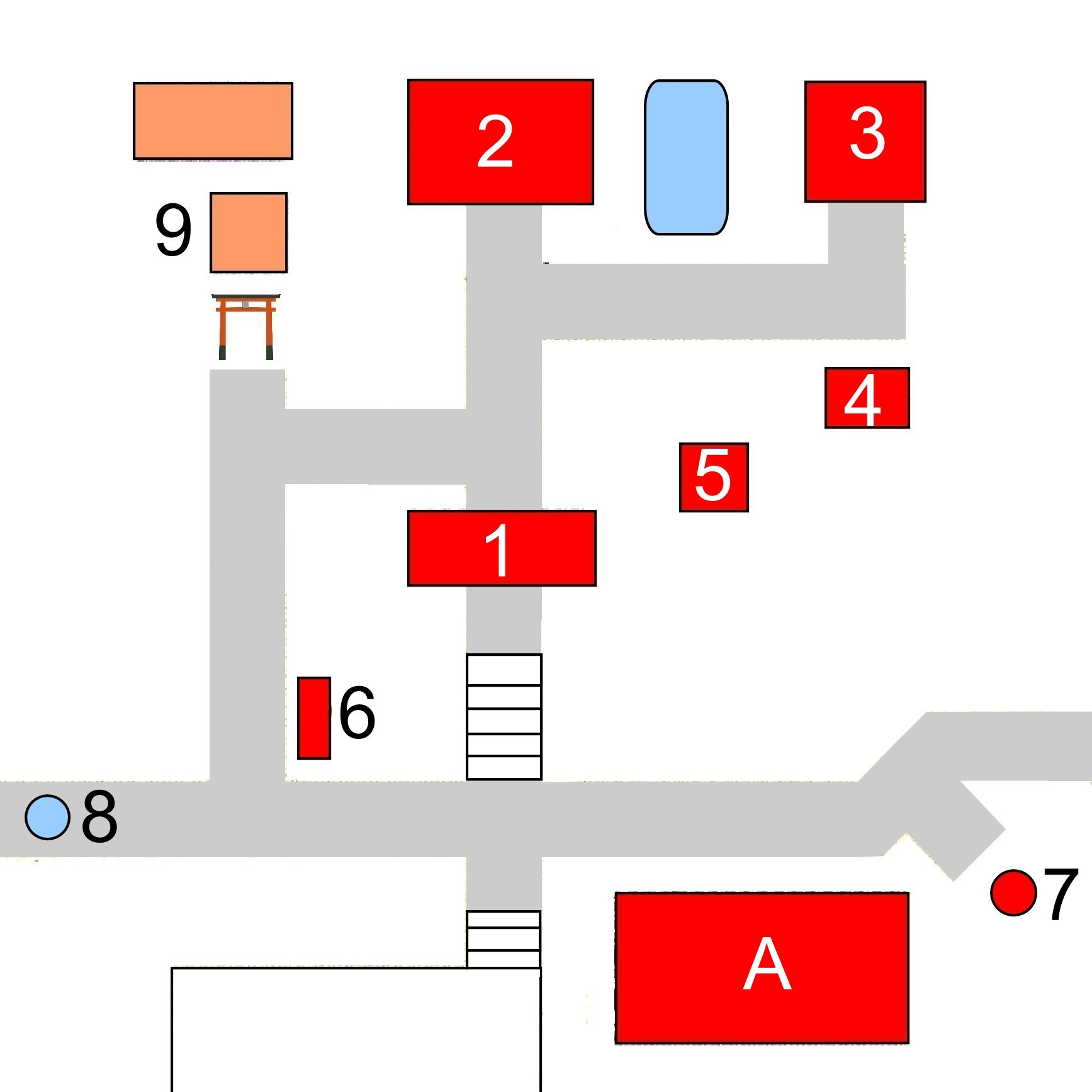
Plan des Tempels (s. Text)

Der Meiseki-ji (japanisch 明石寺) mit dem Go Genkōzan (源光山) und Enshuin (円手院) ist ein Tempel der Jimon-Richtung (寺門派) des Tendai-Buddhismus in der Stadt Seiyo (Präfektur Ehime). In der traditionellen Zählung ist er der 43. Tempel des Shikoku-Pilgerwegs.

## Geschichte
Der Ortsteil Uwa ist mit seinen alten Hügelgrabstätten sehr geschichtsträchtig. Da die heilige Kannon hier als junge Frau erschienen sein soll, hat die Gegend auch einen Glaubensbezug. In der ersten Hälfte des 6. Jahrhunderts soll auf Wunsch des Kaisers Kimmei, im Amt von 532 bis 571, Priester Enshuin (円手院正澄) eine vollständige Tempelanlage (七堂伽藍, shichdō garan) errichtet haben. Im Jahr 734 besuchte Priester Jugen (寿元), von Kumano kommend, den Tempel, führte Reparaturen durch und ergänzte die Anlage um 12 Klausen.
Im Jahr 822 besuchte Priester Kūkai den Tempel. Als er das verwahrloste Tempelgelände sah, wandte er sich an Kaiser Saga, der ihn anwies, den Tempel mit seinen Gebäuden wiederherzustellen. Bei der Gelegenheit erhielt der Tempel eine wertvolle Abschrift der Hokke-Sutra (法華経). Zu Beginn der Kamakura-Zeit verfiel der Tempel wieder. Nun kam Unterstützung von Minamoto no Yoritomo (源頼朝), was zu einer Umbenennung führte: aus Genkōzan (現光山) wurde das neue Genkōzan (源光山).
Der Tempel blühte weiter, in der Muromachi-Zeit wurde er Gebetstempel der Saionji. Auch die Fürsten von Uwajima, ein Zweig des Date-Klans, wählten ihn als ihren Gebetstempel. Es wird berichtet, dass etwa 70 Untertempel zum Meiseki-ji gehörten.

## Anlage
Wenn man von Süden kommt, betritt man den Tempel durch das Tempeltor, das hier als mächtiges Niō-Tor (仁王門, Niō-mon; 1) ausgebildet ist, als ein Tor, das rechts und links neben dem Durchgang Platz bietet für die beiden Tempelwächter. Nach einigen Stufen erreicht man die aus der Meiji-Zeit stammende Haupthalle (本堂, Hondō; 2) mit ihrem „chinesischen Vordach“ (唐破風, Kara hafu) und rechts daneben die Halle, die dem Tempelgründer gewidmet ist, die Daishidō (大師堂; 3). Ihr gegenüber steht das Gehäuse für die Tempelglocke (鐘楼, Shōrō; 4), die anders als üblich, geläutet, also nicht mit einem Balken angeschlagen wird. Auf dem Gelände darunter findet sich der Pavillon für den Emmei-Jizōdō (延命地蔵堂; 5).
Kommt man vom Westen, passiert man die Quelle, die nach dem posthumen Namen Kūkais, „Kōbō Daishi“ „Kōbō-Quelle“ (弘法井戸, Kōbō ido; 8) genannt wird. Biegt man nach links, hat man zur Rechten das Handwaschbecken (手水舎, Temizuya; 6). Am rechten Rand der Tempelanlage steht die „Glücks-Kannon“ (しあわせ漢音, Shiawasa Kannon; 7). Im Süden befindet sich das Klosterquartier (本坊, Honbō; A).
In Verbindung mit dem Tempel steht der Kumano-Schrein (熊野神社, Kumano Jinja; 9).

## Bilder

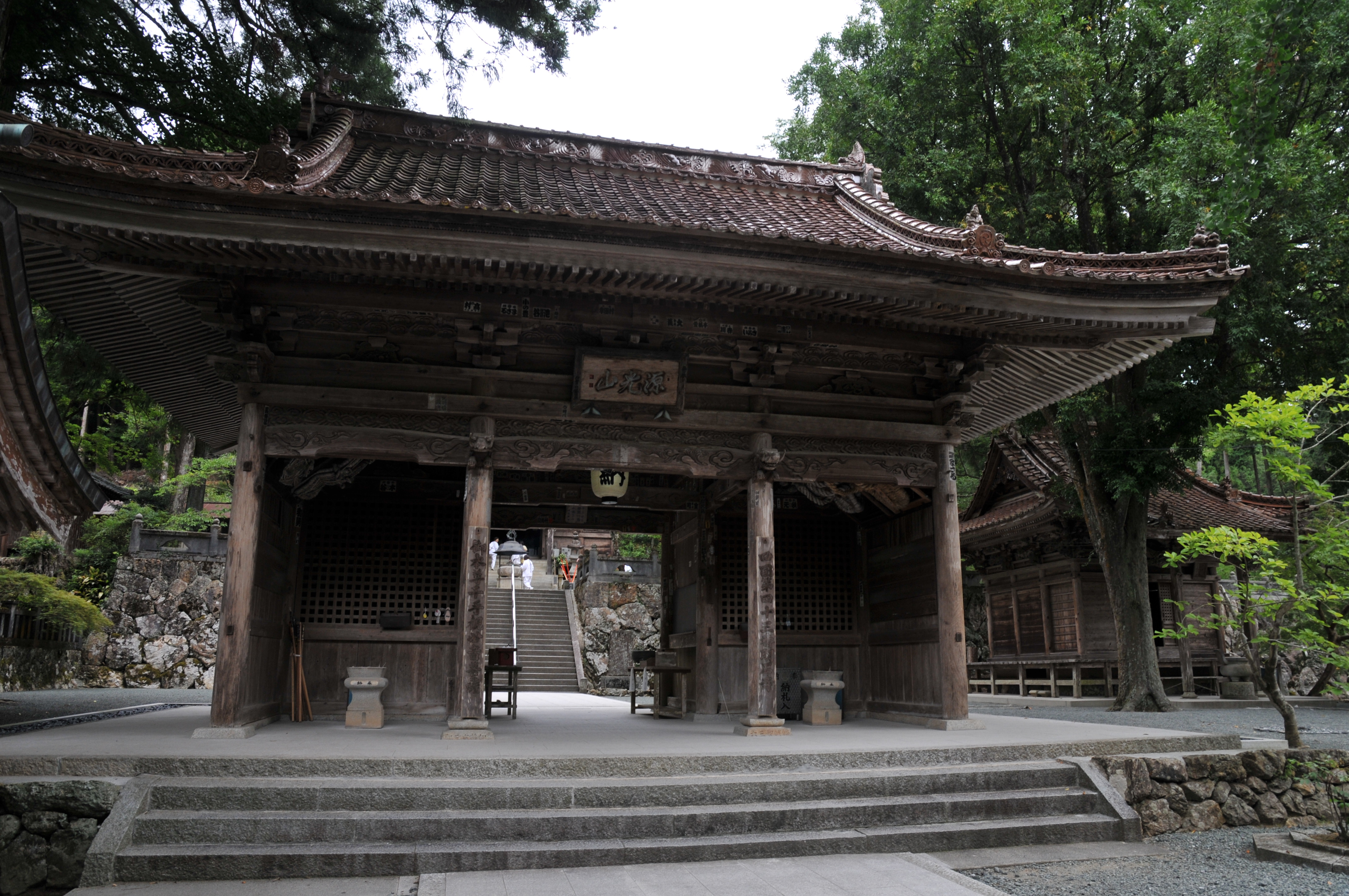
Tempeltor
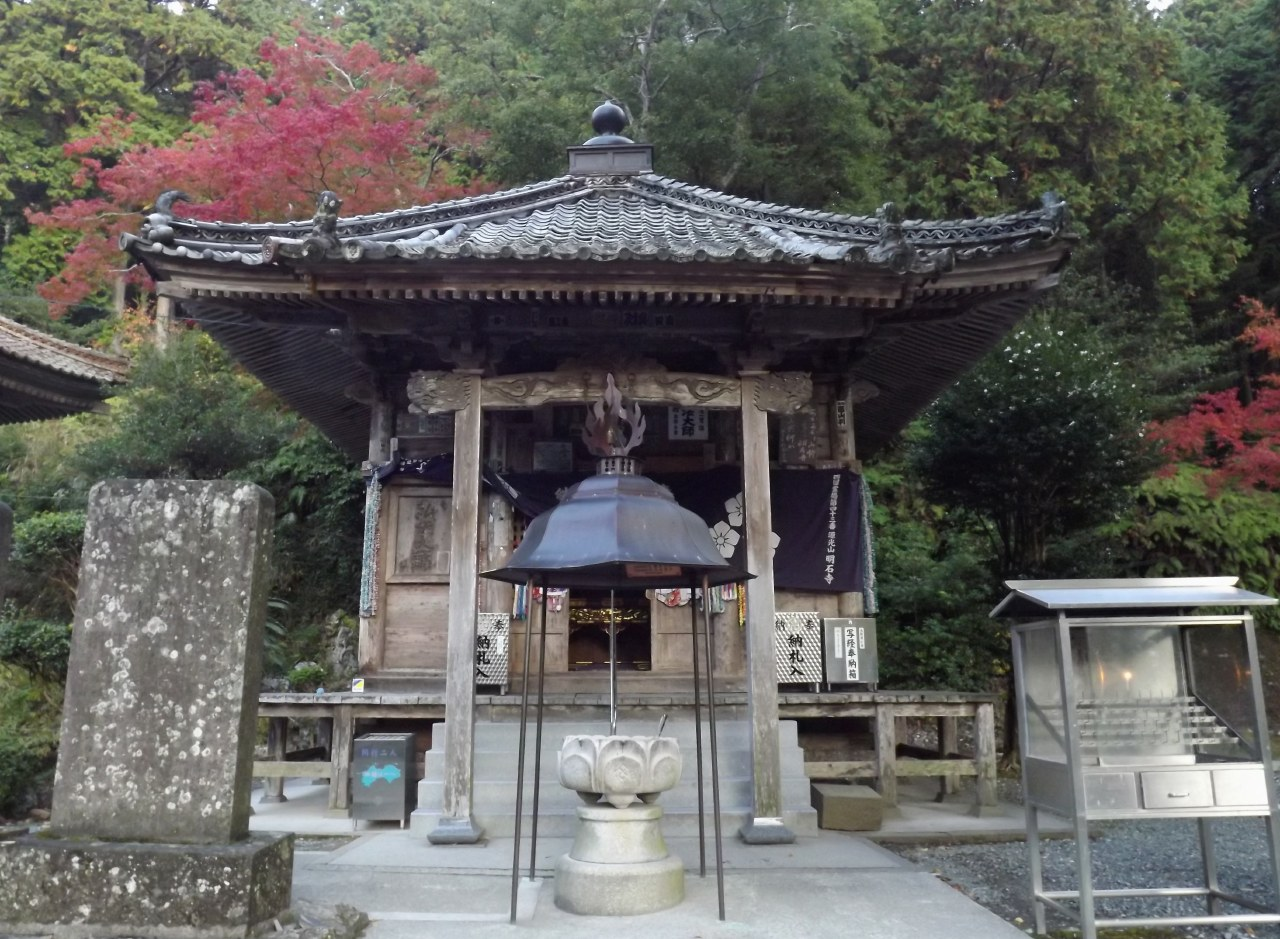
Daishidō
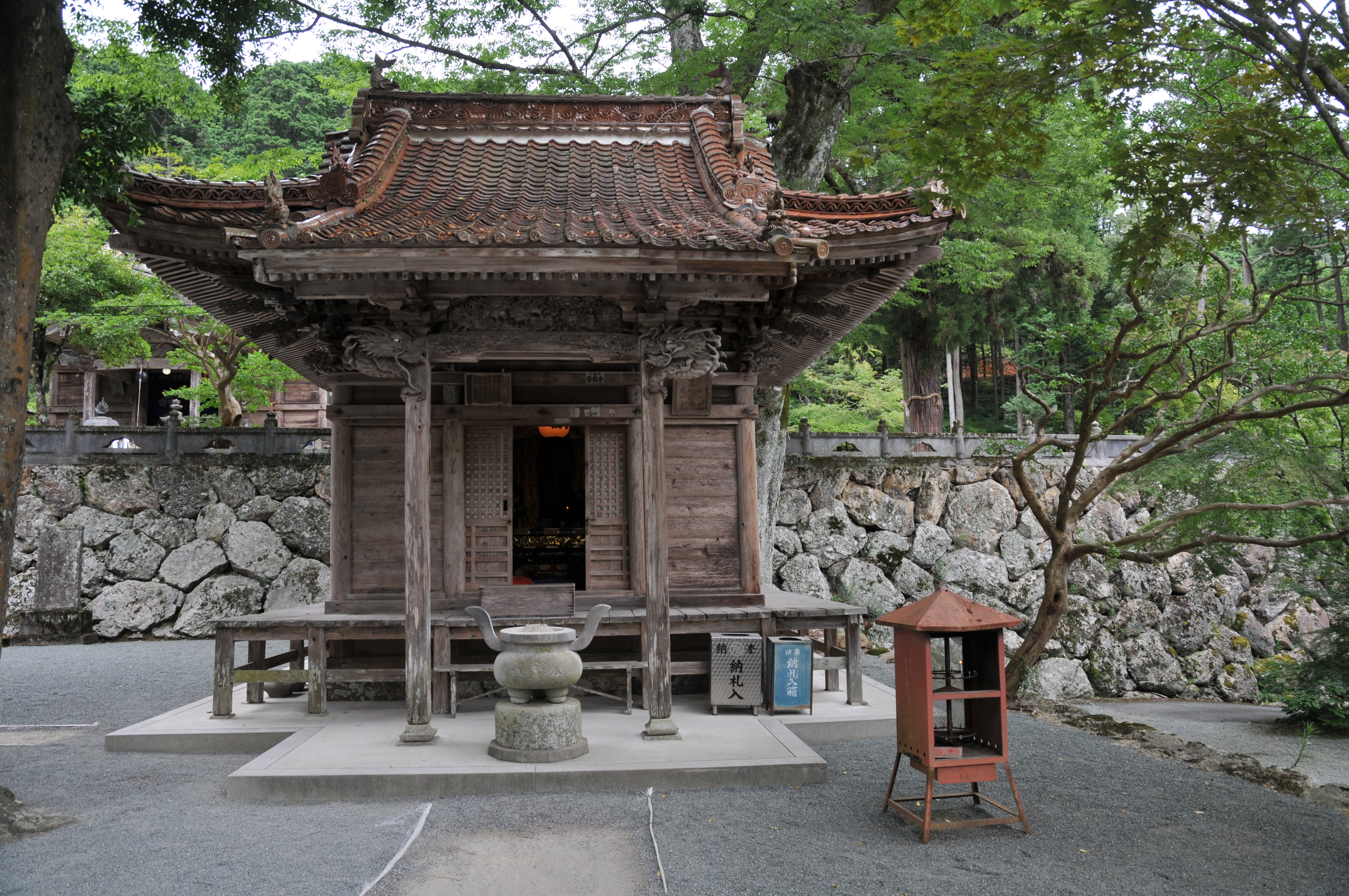
Jizodō
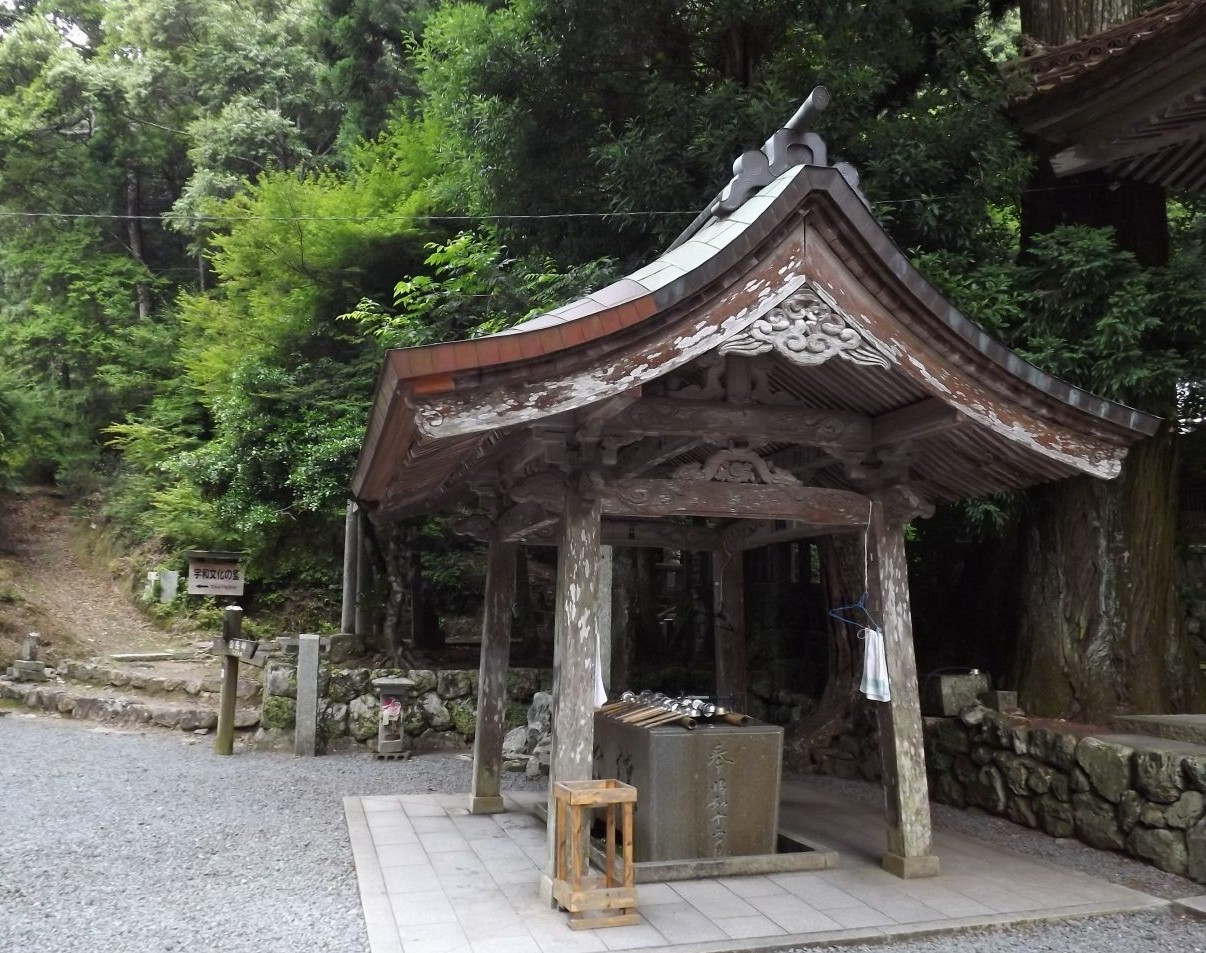
Hände-Waschbecken
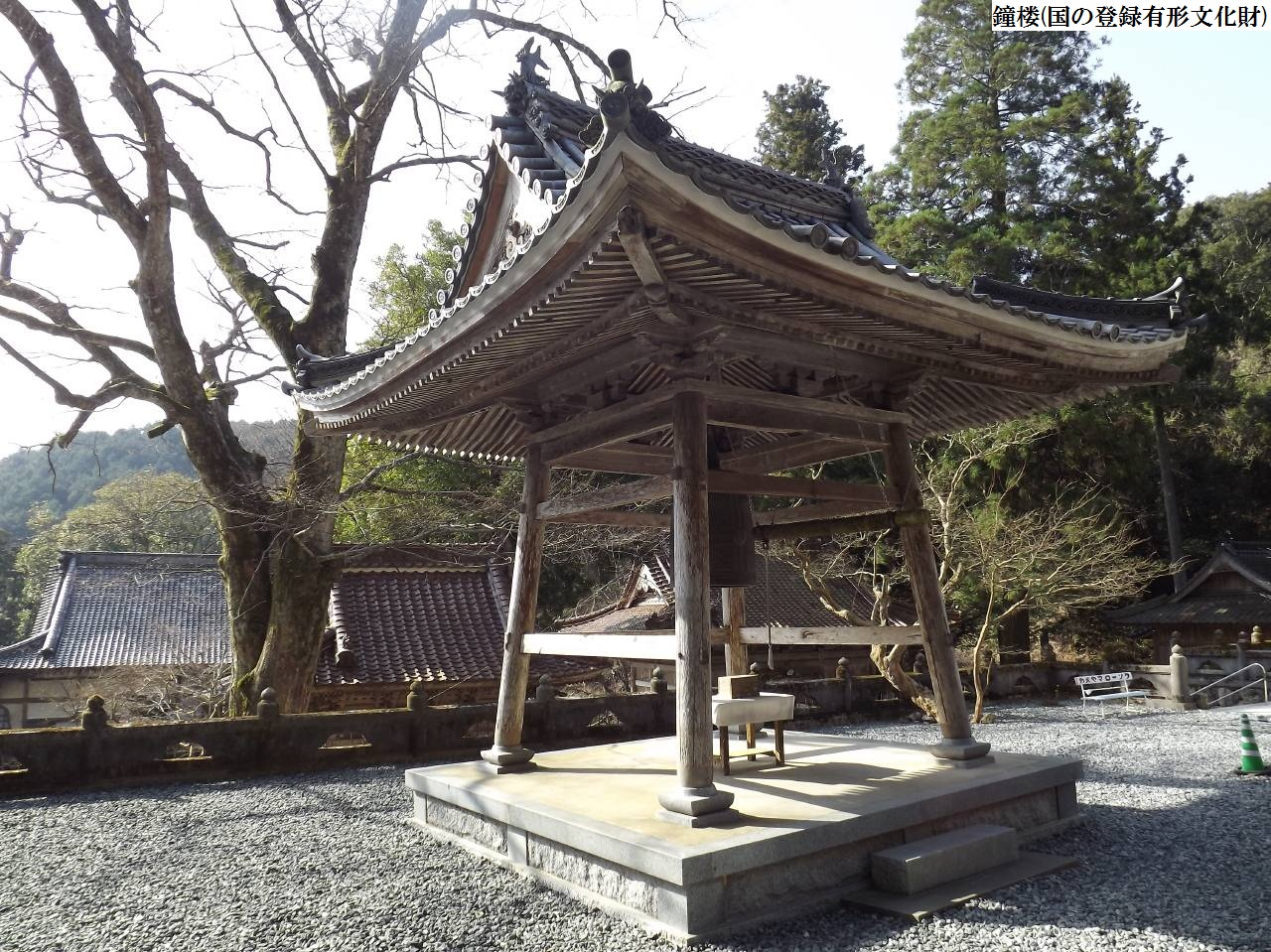
Tempelglocke
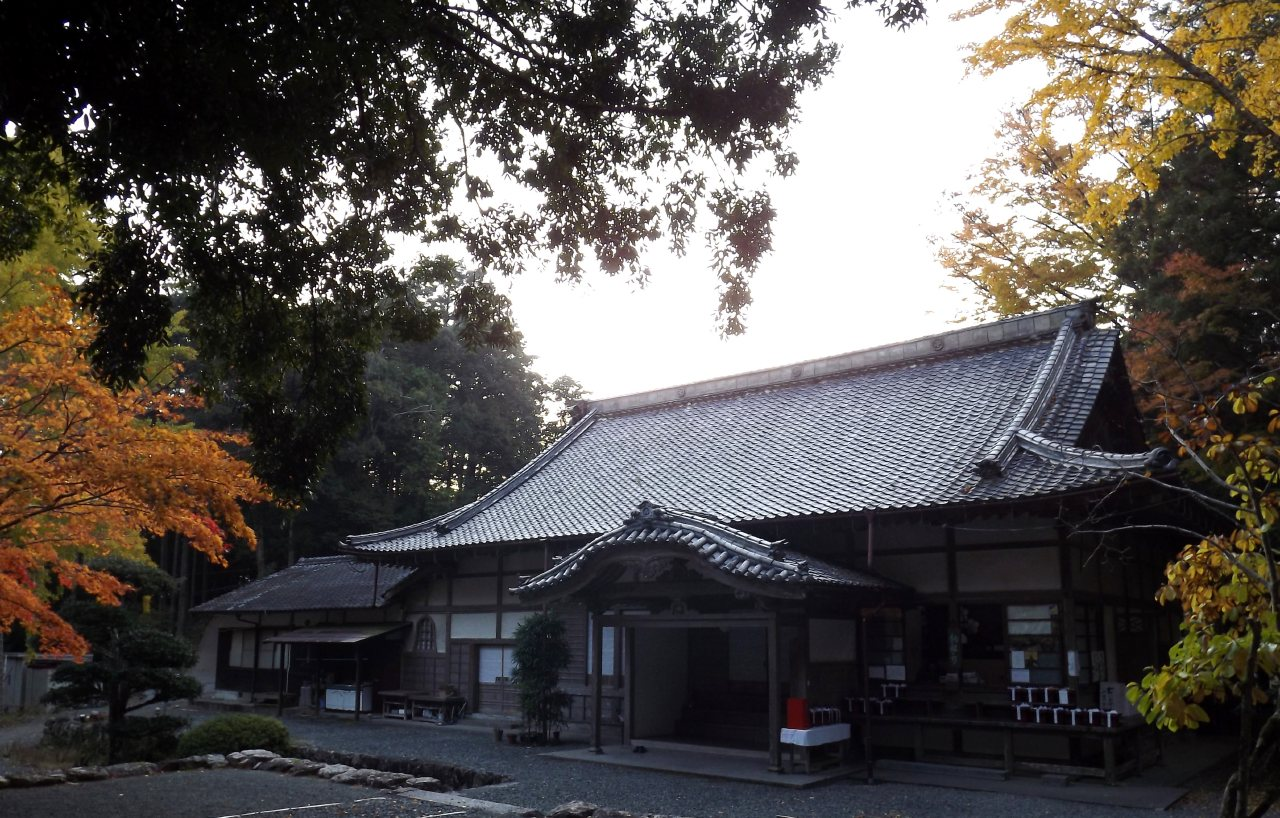
Gästequartier